# Benjamin Miessner
Benjamin Franklin Miessner, né le 27 juillet 1890 à Huntingburg et mort le 25 mars 1976 à Miami, est un ingénieur radio et un inventeur américain.

## Biographie
Benjamin Franklin Miessner naît le 27 juillet 1890 à Huntingburg. Il est le deuxième fils de Charles et Mary (Reutopohler) Miessner. Benjamin est le frère de W. Otto Miessner.
Il étudie à la Huntingburg High School puis s'enrôle dans la marine américaine en 1909. Il est diplômé de l'United States Naval Electrical School de Brooklyn. Il étudie l'ingénierie électrique à l'université de Purdue.
Il est opérateur radio à la Naval Radio Station de Washington. Il est promu chef opérateur.
Il crée sa propre entreprise, Miessner Inventions Inc. à la fin des années 1920. Il invente des appareils musicaux électroniques et est un pionnier en matière de radio d'avion, de dynamique radio, de récepteurs radio électriques, de microphones directionnels pour sous-marins et d'autres appareils mécaniques. Il dépose le brevet d'un dispositif appelé « moustache de chat » qui permet de capter des ondes radio au moyen de cristaux à galène et met au point un compas terrestre à induction. Il invente plusieurs appareils musicaux avec son frère Otto, dont le Rhythmicon, un instrument permettant de produire des motifs rythmiques complexes, similaire à l'instrument du même nom développé par Lev Termen en 1931.
Lorsqu'il dissout sa société et prend sa retraite en 1959, il a vendu plus de 150 brevets. La Radio Corporation of America achète plus de 50 de ses inventions électriques.
Benjamin Franklin Miessner meurt le 25 mars 1976 chez lui à Miami.
Il laisse dans le deuil son épouse Eleanor, deux filles, Jane Eleanor Beauchamp et Mary Elizabeth Gruner, et cinq petits-enfants.